# Selektiver Fischfang

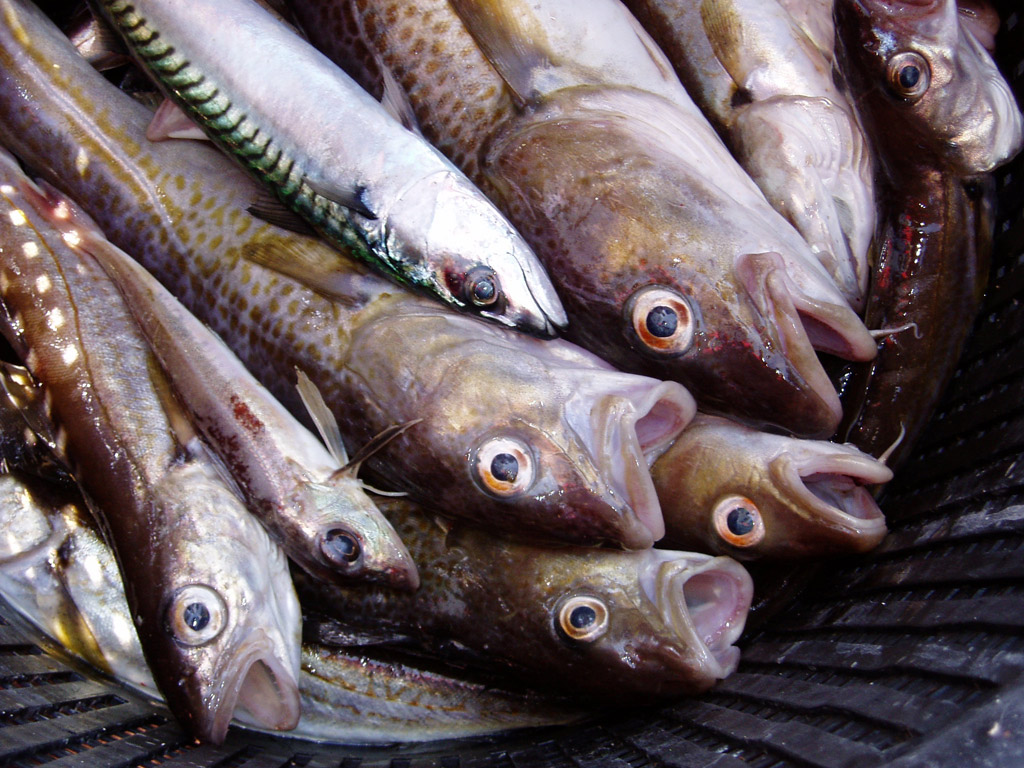
Eimer mit verschiedenen Fischen

Selektiver Fischfang ist die Beschränkung auf eine bestimmte Fischart. Für den selektiven Fischfang benötigt der Fischer spezielle Geräte und spezielle Netze. Zudem muss er die Verhaltensunterschiede der einzelnen Fischarten genau kennen. Vorteil ist eine weitgehende Vermeidung des unerwünschten Beifanges. Der Fischer spart Treibstoff, weil er kein volles Netz schleppen muss, und die Arbeit des Aussortierens.
Für einige Fischarten werden die Maschenöffnungen an die Zielart angepasst und sogenannte Fluchtfenster in das Netz eingebaut. Diese technischen Maßnahmen haben den Vorteil, dass sie nur wenig kosten und sich sehr schnell umsetzen lassen. Sie verbessern die Selektivität und senken den Beifang deutlich.

## Beispiel Flunder
Da sich Flundern am Grund des Meeres aufhalten, werden sie mit einem Grundschleppnetz gefangen, das mit der Motorkraft des Schiffes über den Meeresgrund geschleppt wird. Bei herkömmlichen Grundschleppnetzen fängt der Fischer neben Flundern auch alle anderen Fische, die sich in das Netz verirren. Diese Fische gelten als Beifang und müssen aussortiert werden. Per Gesetz ist der Fischer in der EU verpflichtet, den Beifang zurück in das Meer zu werfen. Dabei sterben sehr viele Fische. Mit einem speziellen Schleppnetz für Flundern, das oben offen ist, ermöglicht der Fischer allen anderen Fischen die Flucht, während die Flundern in Richtung Meeresgrund streben und in das Netz hinein flüchten. Mit diesem speziellen Netz wird die Beifangrate um bis zu 90 Prozent gesenkt.